# محاکمه (فیلم ۲۰۱۰)
محاکمه (انگلیسی: The Trial) فیلمی به کارگردانی گری ویلر است که در سال ۲۰۱۰ منتشر شد. از بازیگران آن می‌توان به متیو موداین، رندی وین، باب گانتون و رابرت فورستر اشاره کرد.